# 1. division i ishockey 1967-68
1. division i ishockey 1967-68 var turneringen om det 11. DM i ishockey. Mesterskabet blev arrangeret af Dansk Ishockey Union, og det var ottende sæson, at mesterskabet blev afviklet i ligaform. Turneringen blev afviklet som en dobbeltturnering alle-mod-alle med deltagelse af otte hold, hvilket gav 14 kampe til hvert hold. Det var første gang i 1. divisions historie, at rækken bestod af otte hold.
Mesterskabet blev vundet af Gladsaxe Skøjteløberforening, som ved turneringens afslutning havde opnået samme antal point som Esbjerg IK, så der måtte omkampe til for at afgøre første- og andenpladsen. De to hold mødtes både hjemme og ude, og eftersom begge kampe blev vundet af GSF med 2-1, kunne sjællænderne rejse hjem med guldmedaljerne om halsen for anden sæson i træk (og anden gang i alt).
Bronzemedaljerne gik til Rungsted IK, som dermed vandt DM-medaljer for første gang siden 1964.

## Resultater og stillinger
De otte deltagende hold spillede en dobbeltturnering alle-mod-alle.
| Nr | Hold            | K  | V  | U | T  | Mf |   | Mi  | +/- | P                                       |
| -- | --------------- | -- | -- | - | -- | -- | - | --- | --- | --------------------------------------- |
| 1  | Gladsaxe SF (M) | 14 | 10 | 4 | 0  | 79 | – | 33  | +46 | 24DM-guld efter omkampe mod Esbjerg IK  |
| 2  | Esbjerg IK      | 14 | 12 | 0 | 2  | 83 | – | 28  | +55 | 24DM-sølv efter omkampe mod Gladsaxe SF |
| 3  | Rungsted IK     | 14 | 9  | 0 | 5  | 83 | – | 41  | +42 | 18                                      |
| 4  | KSF             | 14 | 7  | 2 | 5  | 49 | – | 42  | +7  | 16                                      |
| 5  | Rødovre SIK     | 14 | 7  | 1 | 6  | 69 | – | 50  | +19 | 15                                      |
| 6  | Vojens IK       | 14 | 4  | 2 | 8  | 64 | – | 100 | −36 | 10                                      |
| 7  | Herning IK (O)  | 14 | 2  | 1 | 11 | 41 | – | 92  | −51 | 5                                       |
| 8  | HIK (O)         | 14 | 0  | 0 | 14 | 24 | – | 106 | −82 | 0Nedrykning til 2. division 1968-69     |

 K: Kampe spillet, V: Vundne kampe, U: Uafgjorte kampe, T: Tabte kampe, Mf: Mål for, Mi: Mål imod, +/-: Måldifference, P: Point